# Stero
Lo stero, simbolo "st" (dal francese stère, a sua volta derivato dal greco antico στερεός «solido» ) è un'unità di misura del volume usata per la misurare la legna da ardere o il carbone e corrispondente a un 1 m³ di pezzi di legna lunghi un metro, ben accatastati parallelamente gli uni agli altri.
È definito un multiplo, il decastero, pari a 10 stero e un sottomultiplo, il decistero, pari a 1⁄10 di stero.

## Storia
(Loi relative aux poids et measures, du 18 Germinal, an 3, de la Républicque française)

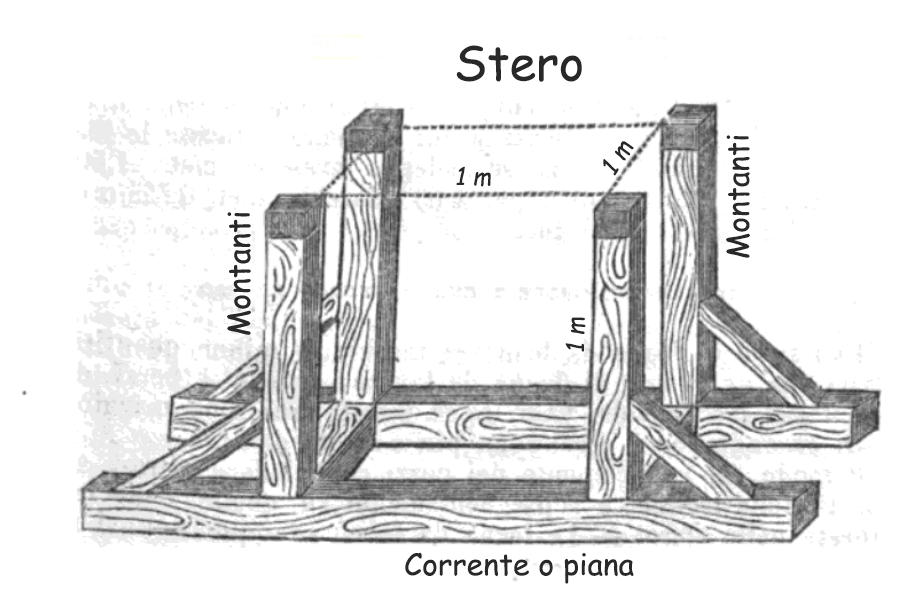
Strumento per misurare uno stero di legna

Lo stero compare per la prima volta nell'articolo V della legge del 18 germinale anno 3 (7 aprile 1795) della Prima Repubblica francese dove viene definito pari a un metro cubo. Il suo uso legale in Francia è cessato il 31 dicembre 1977 in seguito al decreto 75-1200 del 5 gennaio 1975. Perdura comunque il suo uso non ufficiale.
Negli stati italiani giunge sull'onda delle conquiste Napoleoniche. Il Regno d'Italia lo adotta con il Regio Decreto n. 7088 del 23 agosto 1890 e resta in uso legale fino al 1981.
In olandese esiste il kuub, abbreviazione del kubieke meter, simile ma differente. Il "kuub" è un metro cubo effettivo, come per il legno uno stero è un metro cubo di blocchi di legno. Lo stero è più piccolo di un kuub o metro cubo pieno di legno, dato che gli spazi tra i blocchi di legno sono inclusi in uno stero, ma non in un kuub. In Finlandia si utilizza il motti (dallo svedese mått, "misura"). Lo stero e il kilostero sono talvolta usati in idrologia.

## Descrizione
Anche se uscito dall'uso legale resta in uso l'espressione "metro stero accatastato" (abbreviato "msa"), per il legno da ardere ordinatamente accatastato e, in seguito alla diffusione delle centrali a biomassa (soprattutto per il teleriscaldamento) il "metro stero riversato" (abbreviato "msr") per il cippato (cioè una quantità di cippato rovesciata alla rinfusa all'interno di un contenitore)..
Il peso e volume pieno di legno di uno stero di legno dipende dal tipo di legno, dalla sua qualità, presenza o meno di corteccia e da quanto ordinatamente è stato impilato (minore lo spazio vuoto tra i pezzi di legno maggiore sarà la resa). Nell'ambito forestale viene utilizzato come unità di misura per vendere il legname evitando di doverlo pesare. Un metro stero di legname, a seconda della specie, equivale a circa 4,5 quintali.